# 朱祜
朱祜（？—48年），字仲先，南陽宛人，東漢初年軍事人物。其名又作朱福、朱祐。早年與劉縯、劉秀兄弟深交，後隨劉秀征伐，從破洛陽，生擒秦豐，屢建戰功。作戰以納降克城為要，嚴禁士卒劫掠百姓，然軍士怨其約束過甚。為東漢開國功臣，名列雲台二十八將第八位。

## 生平

### 劉氏故交
朱祜幼年父親便已亡故，母親回娘家復陽劉氏，因此朱祜常在舂陵乡往来，與劉縯、劉秀兄弟關係親密。
更始元年（23年）二月辛巳（3月11日），更始帝刘玄即位，劉縯為大司徒，朱祜為劉縯護軍。十月，劉秀被任命為破虜將軍行大司馬事，至河北安撫郡縣，朱祜再被徵召為護軍。刘秀視其為心腹，常常親幸，一同起居。曾和劉秀一同宴飲，朱祜趁機勸劉秀稱帝：“長安的更始帝朝廷政治混亂，而公具有日角之相，正可謂天命所歸。”劉秀道：“召刺奸將軍祭遵來收捕護軍。”朱祜不敢再説。

### 從征河北
朱祜从劉秀征战河北，常常力戰陷陣，被封爲偏將軍，封安阳侯。期間更始二年（24年），與景丹、耿弇、蓋延、邳彤、耿純、劉植、岑彭、祭遵、堅鐔、王霸、陳俊、馬武等十二將軍跟隨吳漢，追击贼寇于潞東，抵達平谷，又追擊到右北平無終、土垠之間，最後直到俊靡才返回。
建武元年（25年）六月己巳（7月22日），劉秀即皇帝位，七月壬午（8月28日），朱祜被封为建義大将軍。建武二年（26年），改封堵阳侯。

### 洛陽圍城
建武元年（25年），朱祜與大司馬吳漢、廷尉岑彭，執金吾賈復，右將軍萬脩，驍騎將軍劉植，揚化將軍堅鐔，積射將軍侯進，偏將軍馮異、祭遵、王霸等十一將軍圍更始帝劉玄的大司馬朱鮪於洛陽，时间达数月之久。
朱鮪部將守東城者暗通消息，密約揚化將軍堅鐔清晨開啟上東門。朱祜與堅鐔與乘拂曉突入，與朱鮪激戰武庫之下，至辰時方休。此役朱鮪傷亡慘重，這也成爲朱鮪後續投降的重要原因之一。
建武二年（26年）二月，與驃騎大將軍景丹率征虜將軍祭遵、漢忠將軍王常、騎都尉王梁、臧宮等進入箕關，向南攻擊弘農、厭新、柏華、蠻中的敵軍。

### 南陽被俘
建武二年（26年）八月，朱祜與大司馬吳漢、驃騎大將軍景丹、建威大將軍耿弇、執金吾賈復、偏將軍馮異、強弩將軍陳俊、左曹王常、騎都尉臧宮等人，隨從光武帝劉秀出征，在羛陽擊潰了五校軍，並使其部眾五萬人投降。同月，破虜將軍鄧奉因大司馬吳漢劫掠其家鄉新野，怒而占據淯陽反叛。十一月，征南大將軍岑彭率领建義大將軍朱祜、執金吾賈復及建威大將軍耿弇，漢忠將軍王常，武威將軍郭守，越騎將軍劉宏，偏將軍劉嘉、耿植等八将军讨伐鄧奉。朱祜戰敗被俘。
建武三年（27年）夏，光武帝劉秀親自南征，和岑彭在葉、小長安多次擊敗鄧奉。最後，鄧奉通过朱祜肉袒投降，劉秀恢复朱祜官爵，大加赏赐。劉秀本想赦免鄧奉，但岑彭與耿弇上諫說：“鄧奉忘恩叛逆，反抗超過一年，以致賈復受傷，朱祜被俘。陛下已經到來，也不知道改過從善，卻親自在戰場作戰，兵敗才投降。如果不誅殺鄧奉，將無以懲惡。”於是鄧奉被處斬。後劉秀派遣朱祜攻打新野、隨，都成功平定。

### 擒獲秦豐
建武三年（27年）六月，建威大將軍耿弇在穰擊敗延岑，延岑轉而和秦丰部将張成联合。朱祜率征虜將軍祭遵征讨，与延岑在東陽作战，斬張成。延岑逃走，归順秦丰。朱祜此戰獲得張成先前從茂陵漢武帝廟中盜取的衣冠和九十七方印綬。前進到黃郵，與岑彭合軍，受賜黃金三十斤。
建武四年（28年），朱祜與建威大將軍耿弇、漢忠將軍王常等人，討伐盤踞在望都和故安的西山軍十餘營，將他們全部擊潰。五月，朱祜隨征虜將軍祭遵與建威大將軍耿弇、驍騎將軍劉喜等四將軍奉命討伐涿郡張豐，祭遵先到，擊破張豐，
十一月，秦豐被岑彭攻擊三年，被圍困在黎丘，士兵只剩數千，城中糧食將儘。劉秀認爲秦豐弱小，將岑彭派往進攻田戎，命朱祜率破姦将軍侯進、輔威将軍耿植代替岑彭包围秦丰在黎丘，朱祜駐兵在黎丘城東二里的觀城。十二月，劉秀親臨黎丘前線，遣御史中丞李由持璽書招降秦豐，秦豐口出惡言拒降。
建武五年（29年）正月，御駕返京前，劉秀頒敕令授予朱祜作戰方略，朱祜遂全力攻城。六月，秦丰率母、妻、子九人肉袒投降，朱祜在蘇嶺山擒獲秦豐，并秦豐在押送到洛陽後被斬杀。大司馬吴漢弹劾朱祜無視詔命受降，違反軍令，劉秀并不加罪。朱祜又和騎都尉臧宮一起平定了陰、酂、築陽三縣的延岑残党。

### 北擊盧芳
建武九年（公元33年）六月，大司馬吳漢率橫野大將軍王常、建義大將軍朱祜、討虜將軍王霸、破奸將軍侯進四将軍，撃盧芳将领賈覽、閔堪於高柳，匈奴派骑兵援助卢芳，吴汉车队遇见雨天，战斗不利，退还洛阳，朱祜駐屯常山南行唐，防备匈奴。

### 屢蒙恩賞
建武十三年（37年）二月，朱祜上奏說：「古者人臣受封，不加王爵。」丙辰日（37年4月1日），光武帝下詔，將長沙王劉興、真定王劉得、河間王劉邵、中山王劉茂四人皆降爵為侯。丁巳日（37年4月2日）：改封趙王劉良為趙公、太原王劉章為齊公、魯王劉興為魯公。然而建武十七年，废皇后郭圣通为中山太后，改立贵人阴丽华为皇后，晋升右翊公刘辅与其余九位国公为王。建武十九年（41年），趙、齊、魯三國也重新从公晋升为王。
四月，进封鬲侯，食邑七千三百户。朱祜自己陳述功勞微薄而封國太大，願意只接受南陽五百戶就足夠了。劉秀不許。
建武十四年（38年），揚武將軍馬成，屯兵常山、中山以防備北方，並領朱祜之營。
建武十五年（39年）正月，朱祜入洛阳，奉还大将军印绶，因留奉朝请。
建武二十七年（51年）五月丁丑（6月8日），劉秀聽從朱祜之議，效法經典，去三公中“大”字，下詔稱「昔契作司徒，禹作司空，皆無『大』名，其令二府去『大』。」改大司馬、大司徒、大司空为太尉、司徒、司空。
建武二十四年（48年），朱祜去世。子朱商嗣爵。

## 評價
朱祜是东汉初年重要军事人物，名列云台二十八将第八位，其一生行事兼具 “亲信” 与 “儒将” 特质。
朱祜质朴正直，早年曾在长安求学，受儒学思想影响较深。军事实践中，他秉持 “平定城邑、安抚民生为主，不以斩获首级为功” 的理念，作战时注重纳降克城以减少战乱破坏，如围困黎丘时接受秦丰投降，虽违逆诏令遭吴汉弹劾，但光武帝刘秀未加罪责。同时他治军严明，严禁军士掠夺百姓，虽因约束过严引发部分军士怨言，却在战乱中缓解了军民矛盾，为巩固政权民心起到一定作用。
- 范曄《後漢書》：祐為人質直，尚儒學。將兵率眾，多受降，以克定城邑為本，不存首級之功。又禁制士卒不得虜掠百姓，軍人樂放縱，多以此怨之。

朱祜为刘氏兄弟发小，后随刘秀征战始终被视为心腹。更始二年（24年），他敏锐察觉更始政权混乱，趁宴饮劝刘秀称帝，是早期推动刘秀称帝的亲信之一，显露出对刘秀的忠诚与政治洞察力。朱祜的政治远见与君臣相得，常被引为典故类比亲信重臣。如《南齐书》载，南齐高帝萧道成大宴，酒过三巡后对大臣们说：“你们当年都是南朝宋的官员，想必那时候也不会说我将来能当天子吧？” 大臣王俭等人还没来得及回答，褚渊斂板说道：“陛下可不能说臣当年没早早看出您有天子之相啊！” 萧道成听了笑着回应：“我比不过刘秀，但我知道你就像当年刘秀身边的朱祜一样，是早就懂我的亲信啊。”
晚年朱祜雖然作爲功臣不參議國事，但仍有政治影响力，曾根据古制，上奏建议改诸王为公、去除三公官称中的 “大” 字，均被刘秀采纳。又曾推荐贾复为相，不過刘秀因爲當時“退功臣而進文吏”的政策，以吏事苛责三公，沒有允可此事。
- 朱熹《資治通鑒綱目》：胡氏曰：鄧禹、賈復、寇恂、朱祜、祭遵、卓茂之徒，皆公輔之器，宜爲宰相，平章大論，乃一切待以功臣，不復任使，雖有經國遠猷，豈敢自陳耶？

朱祜上奏改诸王为公，被刘秀采纳，但数年后就因廢后而放棄了此政策，晉升右翊公刘辅等人為王。宋朝錢時認可朱祜的建議，批評劉秀“今纔五年，輒自亂之，是何舉措之易也”。
- 錢時《兩漢筆記》批評劉秀不應廢后、易太子，認可朱祜改诸王为公的政策：「甚矣，人主不可有所溺也。高帝夺于偏爱，欲易太子，卒稔吕后之祸，几危刘氏之社稷。光武亦尝有见于此否乎？后犹坤也，配天行健，岂可易动。长子震也，为国主器，岂可轻摇。非有大罪，皆当含忍，为社稷深长之计，安得以宠衰之故而辄废皇后，且并与太子而易之哉？光武尚忆宋弘之言，有愧多矣。愚尝谓帝之奇爱东海公者，废郭氏之候也；立阴贵人者，废太子之机也。自今观之，阴氏虽贤后而太子强，亦初不见其罪。三代而降，皇极不建，以是贼天伦、祸人道者，往往而是。为人主者，曷亦谨所处哉？光武异时从朱祜之请而降王爵是矣。今才五年，辄自乱之，是何举措之易也。至若以郭后为中山太后，尤大可怪。故诸侯王殁而子嗣立，则母为太后耳。中山王辅，帝子也；郭氏，帝后也。今后虽废，帝固无恙，果何从而有太后之称乎？此足以验帝之怀惭，明后之无罪，溺情妄动，举措乖方，而不暇顾其非是也。」[29]

## 家族

### 封国
| 東漢鬲侯國（37年－？） |      |            |      |          |            |
| 傳位                   | 世   | 稱號及諡號 | 姓名 | 在位年數 | 在位時間   |
| 第1任                  | 始封 | 鬲侯       | 朱祜 | 12年     | 37年－48年 |
| 第2任                  | 二世 | 鬲侯       | 朱商 | ？       | ？         |
| 第3任                  | 三世 | 鬲侯       | 朱演 | ？       | ？－102年  |
| 第4任                  | 四世 | 鬲侯       | 朱沖 | ？       | 113年－？  |
| 永和五年（140年）仍見  |      |            |      |          |            |

### 世系
| 鬲侯朱祜 |  |  |  |  |  |
|          |  |  |  |  |  |
| 鬲侯朱商 |  |  |  |  |  |
|          |  |  |  |  |  |
| 鬲侯朱演 |  |  |  |  |  |
|          |  |  |  |  |  |
| 鬲侯朱冲 |  |  |  |  |  |

## 相關

### 軼事
朱祜年少時即與劉縯、劉秀兄弟交好，后隨劉氏兄弟起兵，一直作爲親信得到信任。
- 朱祜年少時父親去世，投靠外婆家復陽劉氏。常常往來舂陵，得以與劉縯、劉秀密切交往。後來劉氏起兵，朱祜仍受親信，屢次受賞。

- 朱祜和劉秀當年還在長安時，常常同乘一車出行，並一起買蜜合製藥物。後來劉秀追念這段往事，就賜給朱祜白蜜一石，問道：「比得上當年在長安時我們一起買的蜜嗎？」[30]

- 朱祜早年曾在長安求學，劉秀前去探望他。朱祜沒有及時接待，而是先登上講堂去講學。後來劉秀稱帝后，親臨朱祜的宅第，對朱祜開玩笑説：「主人該不會又丟下我去講學吧？」朱祜回答說：「不敢。」[31]

朱祜也是早期勸劉秀即帝位的人之一。更始二年，更始帝劉玄在長安無法控制諸將，政治混亂，朱祜趁機勸劉秀稱帝：“長安的更始帝朝廷政治混亂，而公具有日角之相，正可謂天命所歸。”劉秀當時還不願立即稱帝，於是回應道：“召刺奸將軍祭遵來收捕護軍朱祜。”

### 传说
- 民间传说中，认为云台二十八将上应二十八宿，而朱祜则对应斗木獬。

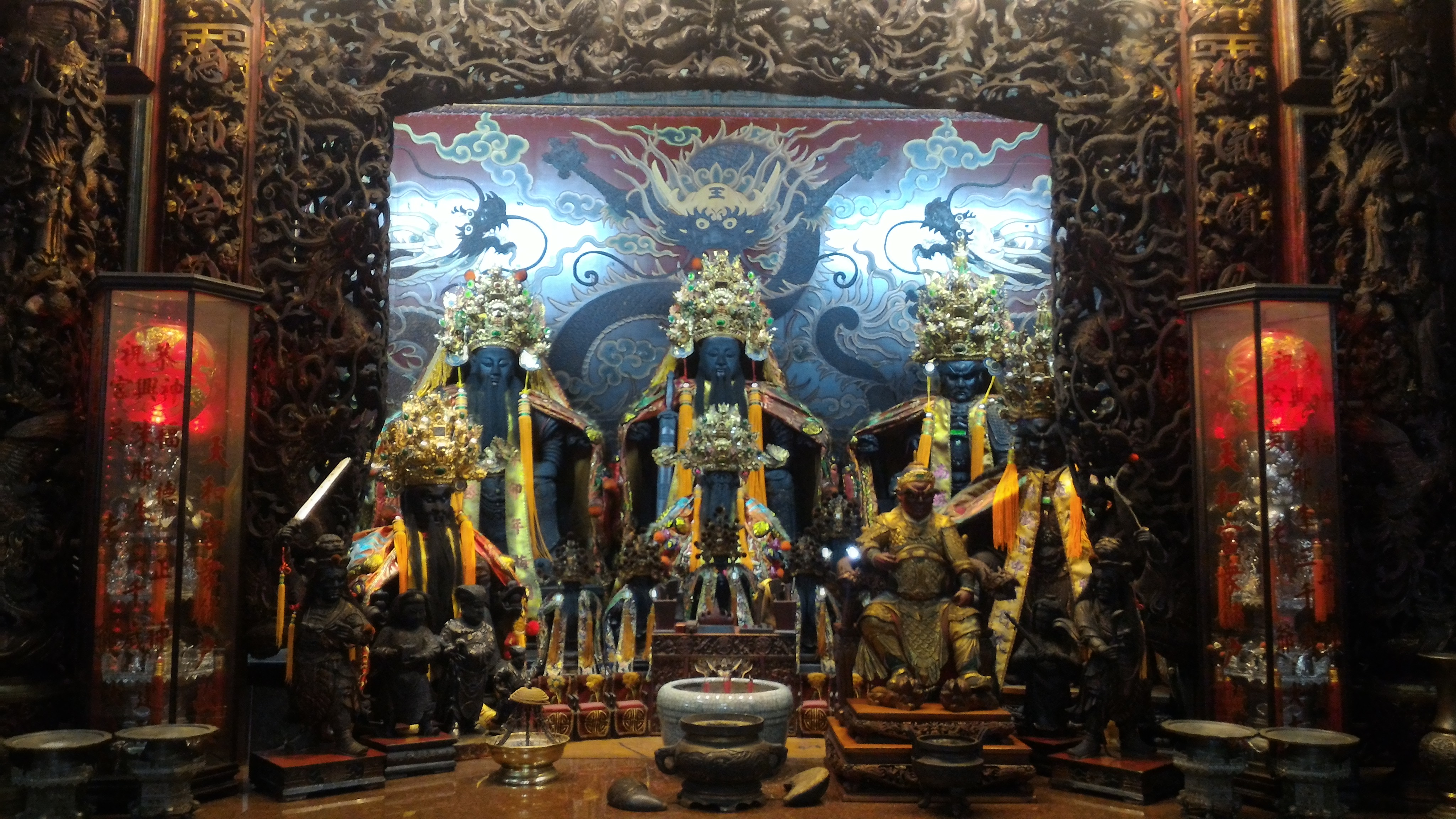
臺南神興宮朱邢李三千歲

- 朱祜與北宋訓詁學家邢炳、南宋抗元名將李良共同被福建泉州鄉紳里民尊為朱邢李三千歲，於南安市洪瀨鎮建有檺林宮奉祀，其信仰後傳入臺灣，著名廟宇有臺南神興宮等。

### 影视
- 《秀丽江山之长歌行》中，辛新饰演朱祐。

## 延伸阅读
[在维基数据编辑]
 《後漢書/卷22》，出自范晔《後漢書》
 《東觀漢記》
 在维基共享资源阅览影像

### 引用
1. ↑  司馬光《資治通鑑考異》：范書、袁紀“朱祜”皆作“祐”。按東觀記“祜”皆作“福”，避安帝諱。許慎説文祜字無解，云上諱。然則祜名當從“示”旁，古今之古，不當作左右之右也。
2. ↑  《後漢書·耿弇列傳第九》：光武還薊，復遣弇與吳漢、景丹、蓋延、朱祜、邳彤、耿純、劉植、岑彭、祭遵、堅鐔、王霸、陳俊、馬武十三將軍，追賊至潞東，及平谷，再戰，斬首萬三千餘級，遂窮追於右北平無終、土垠之間，至俊靡而還。賊散入遼西、遼東，或爲烏桓、貊人所抄擊，略盡。
3. ↑  《後漢書·光武帝紀第一上》：壬午，以大將軍吳漢為大司馬，偏將軍景丹為驃騎大將軍，大將軍耿弇為建威大將軍，偏將軍蓋延為虎牙大將軍，偏將軍朱祐為建義大將軍，中堅將軍杜茂為大將軍。
4. ↑  《後漢書·馮岑賈列傳第七》：與大司馬吳漢，大司空王梁，建義大將軍朱祐，右將軍萬脩，執金吾賈復，驍騎將軍劉植，楊化將軍堅鐔，積射將軍侯進，偏將軍馮異、祭遵、王霸等，圍洛陽數月。朱鮪等堅守不肯下。
5. ↑  《後漢書·朱景王杜馬劉傅堅馬列傳第十二》：與諸將攻洛陽，而朱鮪別將守東城者為反間，私約鐔晨開上東門。鐔與建義大將軍朱祐乘朝而入，與鮪大戰武庫下，殺傷甚眾，至旦食乃罷，朱鮪由是遂降。
6. ↑  《後漢書·光武帝紀第一上》：遣驃騎大將軍景丹率征虜將軍祭遵等二將軍擊弘農賊，破之，因遣祭遵圍蠻中賊張滿。
7. ↑  《後漢書·銚期王霸祭遵列傳第十》：與驃騎大將軍景丹、建義大將軍朱祐、漢忠將軍王常、騎都尉王梁、臧宮等入箕關，南擊弘農、厭新、柏華蠻中賊。
8. ↑  《後漢書·光武帝紀第一上》：冬十一月，以廷尉岑彭為征南大將軍，率八將軍討鄧奉於堵郷。
9. ↑  《後漢書·馮岑賈列傳第七》：帝憐奉舊功臣，且釁起吳漢，欲全宥之。彭與耿弇諫曰：『鄧奉背恩反逆，暴師經年，致賈復傷痍，朱祐見獲。陛下既至，不知悔善，而親在行陳，兵敗乃降。若不誅奉，無以懲惡。』於是斬之。
10. ↑  《東觀漢記》：斬張成，延岑敗走。收得所盗茂陵武帝廟衣印綬。〈案此建武三年事。張成，秦豐將也。〉
11. ↑  《後漢書·耿弇列傳第九》：乃命弇與建義大將軍朱祐、漢忠將軍王常等擊望都、故安西山賊十餘營，皆破之。
12. ↑  《後漢書·光武帝紀第一上》：遣征虜將軍祭遵率四將軍討張豐於涿郡，斬豐。
13. ↑  《後漢書·銚期王霸祭遵列傳第十》：四年，遵與朱祐及建威大將軍耿弇﹑驍騎將軍劉喜俱擊之。遵兵先至，急攻豐，豐功曹孟厷執豐降。
14. ↑  《水經注·沔水》：沔水東南流逕犂丘故城西，其城下對繕洲，秦豐居之，故更名秦洲。王莽之敗也，秦豐阻兵于犂丘。犂丘城在觀城西二里，建武三年，光武遣征南岑彭擊豐；四年，朱祐自觀城擒豐于犂丘是也。
15. ↑  《後漢書·光武帝紀第一上》：十二月丙寅，進幸黎丘。
16. ↑  《後漢書·光武帝紀第一上》：五年春正月癸巳，車駕還宮。
17. ↑  《後漢書·光武帝紀第一上》：六月，建義大將軍朱祐拔黎丘，獲秦豐。
18. ↑  劉昭《後漢書注補》：朱祜禽秦豐於蘇嶺山。
19. ↑  《後漢書·銚期王霸祭遵列傳第十》：九年，霸與吳漢及橫野大將軍王常、建義大將軍朱祐、破奸將軍侯進等五萬餘人，擊盧芳將賈覽、閔堪於高柳。匈奴遣騎助芳，漢車遇雨，戰不利。吳漢還洛陽，令朱祐屯常山，王常屯涿郡，侯進屯漁陽。
20. ↑  《資治通鑒》：朱祜奏：「古者人臣受封，不加王爵。」丙辰，詔長沙王興、真定王得、河間王邵、中山王茂皆降爵為侯。丁巳，以趙王良為趙公，太原王章為齊公，魯王興為魯公。
21. ↑  《後漢書·光武帝紀第一下》：冬十月辛巳，廢皇后郭氏爲中山太后，立貴人陰氏爲皇后。進右翊公輔爲中山王，食常山郡。其餘九國公，皆即舊封進爵爲王。
22. ↑  《後漢書·光武帝紀第一下》：閏月戊申，進趙、齊、魯三國公爵爲王。
23. ↑  《東觀漢記》：封祜為鬲侯，邑七千三百户。祐自陳功薄而國大，願受南陽五百户足矣。上不許。
24. ↑  《後漢書·朱景王杜馬劉傅堅馬列傳第十二》：十四年，屯常山、中山以備北邊，並領建義大將軍朱祐營。
25. ↑  《後漢書·光武帝紀第一下》：五月丁丑，詔曰：「昔契作司徒，禹作司空，皆無『大』名，其令二府去『大』。」〈朱祐奏宜令三公並去「大」名，以法經典，帝從其議。〉又改大司馬爲太尉。驃騎大將軍行大司馬劉隆即日罷，太僕趙憙爲太尉，大司農馮勤爲司徒。
26. ↑  《南齊書·列傳第四》：上大宴集，酒後謂羣臣曰：「卿等竝宋時公卿，亦當不言我應得天子。」王儉等未及答，淵斂板曰：「陛下不得言臣不早識龍顏。」上笑曰：「吾有愧文叔，知公爲朱祜久矣。」
27. ↑  《後漢紀·光武皇帝紀卷八》：是時列侯唯膠東侯賈復、高密侯鄧禹、固始侯李通與公卿參議國事。
28. ↑  《後漢書·馮岑賈列傳第七》：朱祐等薦復宜為宰相，帝方以吏事責三公，故功臣並不用。
29. ↑  《兩漢筆記·光武》
30. ↑  《東觀漢記》：上在長安時,常與祐共車而出，與共買蜜合藥。後追念之，乃賜祐白蜜一石，問：「何如在長安時共買蜜乎？」
31. ↑  《東觀漢記》：又過祜宅。祜甞留上湏，講竟乃談話。及登位，車駕幸祐第。上謂祐曰：「主人得無去我講乎？」祜曰：「不敢。」